# Lehre
Lehre är en Gemeinde i Landkreis Helmstedt i det tyska förbundslandet Niedersachsen. Lehre har cirka 12 000 invånare.

## Administrativ indelning
Lehre består av åtta Ortsteile.
- Beienrode
- Essehof
- Essenrode
- Flechtorf
- Groß Brunsrode
- Klein Brunsrode
- Lehre
- Wendhausen